# Luftangriff auf Broome
Der Luftangriff auf Broome war ein Tieffliegerangriff der japanischen Streitkräfte während des Pazifikkriegs im Zweiten Weltkrieg am 3. März 1942 in und um die Stadt Broome im Nordwesten Australiens. Zehn Jagdflugzeuge griffen alliierte Wasserflugzeuge, die vor der Küste wasserten, sowie weitere alliierte Militärflugzeuge auf dem Flughafen Broome an. Bei dem Tieffliegerangriff wurden 22 Flugzeuge zerstört und 88 Menschen getötet, darunter auch zivile Flüchtlinge, die sich in einigen der Flugzeuge befanden.

## Vor Angriffsbeginn
Broome war zu Beginn des Zweiten Weltkriegs ein kleiner Perlenhafen. Daneben diente der Ort für Flugzeuge, die zwischen Niederländisch-Indien und australischen Städten verkehrten, als Zwischenstation zum Auftanken. Diese Route nutzen niederländische und andere Flüchtlinge, nachdem die Alliierten im Zweiten Weltkrieg in der Schlacht in der Javasee durch die japanischen Streitkräfte geschlagen worden waren. Als die Japaner Java besetzten, wurde Broome zu einer wichtigen Militärbasis. Im Zeitraum von zwei Wochen im Februar und März 1942 flohen mehr als tausend Flüchtlinge aus Niederländisch-Indien; viele von ihnen gelangten mit Wasserflugzeugen nach Broome.
Durch neuere Untersuchungen des Militärhistorikers Tom Lewis aus dem ersten Jahrzehnt des 21. Jahrhunderts gilt die bis dahin genannte, in dem Standardwerk Australian Official War History und weiteren Publikationen verbreitete Zahl von 8000 Flüchtlingen als stark überhöht. Die Flüchtlingszahl wird seither mit 1350 Menschen beziffert, wovon die meisten Militärangehörige waren. Etwa 250 Personen waren zivile niederländische Flüchtlinge, die meisten von ihnen Familienmitglieder der niederländischen Flugmannschaften.

## Angriff
Oberleutnant Zenjiro Miyano von der Dai 3 Kohkuu Sentai der Kaiserlich Japanischen Marineluftstreitkräfte führte neun Mitsubishi-A6M-Jagdflugzeuge und ein Mitsubishi-Ki-15-Aufklärungsflugzeug von Kupang auf Timor am Morgen des 3. März in diesen Angriff.
Ab ungefähr 09:20 Uhr griffen die japanischen Kampfflugzeuge im Tiefflug mit Bordwaffen die alliierten Wasserflugzeuge an, die an der Küste der Roebuck Bay wasserten oder sich auf dem Flugplatz Broome befanden. Es wurden keine Bomben abgeworfen, anderslautenden Berichten zum Trotz. Diesen lag möglicherweise eine Missdeutung abgeworfener Zusatztanks der japanischen Flugzeuge als Bomben zugrunde. Der Angriff dauerte eine Stunde.
Die japanischen Kampfpiloten zerstörten 22 alliierte Flugzeuge. Unter anderem schossen sie einen Bomber B-24A Liberator der USAAF ab, der etwa 16 Kilometer von Broome ins Meer stürzte, wobei 30 Soldaten ums Leben kamen. Auf dem Flugplatz zerstörten die Japaner zwei Boeing B-17 und eine Consolidated B-24 der USAAF, zwei Lockheed Hudson der Royal Australian Air Force (RAAF) und eine Lockheed Model 18 der niederländischen Luftstreitkräfte Koninklijk Nederlandsch-Indisch Leger (LA-KNIL). Die Alliierten verloren zudem 15 Wasserflugzeuge an der Küste, in denen sich viele niederländische Flüchtlinge aufhielten. Die Anzahl der in diesen Flugzeugen Getöteten ist unbekannt. Bei den zerstörten Wasserflugzeugen handelte es sich um acht Catalinas der niederländischen Marineflieger (Marine Luchtvaartdienst, MLD), der United States Navy und der Royal Air Force, zwei Short Empire der RAAF und der Fluggesellschaft QANTAS sowie fünf Dornier Do 24 des MLD.
Eine aus der westjavanischen Stadt Bandung kommende Douglas DC-3 der Fluggesellschaft Niederländisch-Indiens, KNILM, mit Soldaten und zivilen Flüchtlingen an Bord wurde rund 80 Kilometer nördlich von Broome von den nach Timor zurückkehrenden Japanern angegriffen. Dem Piloten, dem ehemaligen russischen Jagdflieger Iwan Wassiljewitsch Smirnow, gelang trotz schwerer Verwundung eine Notlandung auf einem Strand. Dort wurde das Flugzeug weiter beschossen. Vier Passagiere, darunter ein Baby und dessen Mutter, erlagen in der Folge ihren Verletzungen, noch bevor Hilfsmannschaften nach einigen Tagen die Überlebenden erreichten. Bei der Bruchlandung ging ein Päckchen mit Diamanten im heutigen Wert von 20–40 Millionen AUD verloren.
Es gab zur Zeit des Angriffs keine alliierten Jagdflugzeuge in Broome. Die japanischen Angreifer zogen nur das Feuer von leichten Waffen auf sich. Ein japanischer Pilot, Osamu Kudō, wurde durch Bodenfeuer vom LA-KNIL-Piloten Oberleutnant Gus Winckel erschossen. Dieser benutzte dabei ein Maschinengewehr des Kalibers 7,9 mm, das er von seiner Lockheed 18 abgenommen hatte. 2010 kam allerdings eine neue Untersuchung zum Ergebnis, dass das japanische Flugzeug abstürzte, weil es von einem Heckgeschütz der B-24A Arabian Nights getroffen worden war, die ihrerseits wegen eines Treffers von Kudō abstürzte. Dabei kamen 19 der 20 an Bord befindlichen US-Soldaten ums Leben.
Ein weiteres japanisches Kampfflugzeug stürzte auf dem Rückflug ab, da der Treibstoff ausgegangen war. Der Pilot überlebte.

## Nachbetrachtung
Nach dem Angriff schrieb der RAAF-Officer Frank Russell, der sich während des Angriffs in einem der Wasserflugzeuge befand:
 „… a scene of ghastly devastation! Our flying boats all over the place were sending up huge clouds of black smoke. Burning petrol in sinister patches floated all over the sea… All around us there fell a ceaseless stream of Tracer ammunition. Several of the Dutch Dorniers had been full of women and kids, waiting to take off to … safety“.
Charlie D’Antoine, ein Aborigine, der Flugzeuge betankte, half zwei Passagieren eines Flugzeugs am Strand, die durch brennenden Treibstoff und Trümmerteile schwammen. D’Antoine wurde später mit einer Tapferkeitsmedaille durch die niederländische Regierung ausgezeichnet und in die Niederlande eingeladen.
US-Sergeant Melvin Donoho rettete sich, indem er während 36 Stunden die 16 Kilometer lange Strecke von der abgestürzten B-24 bis an die Küste schwamm. Gleiches wird Sergeant Willard J. Beatty nachgesagt, der bald darauf verstarb. Andere Quelle gehen davon aus, dass es hier sich um eine Fehlinformation einer Zeitung handelt.

## Weitere Luftangriffe auf Broome
Die japanischen Luftstreitkräfte verübten nach diesem Angriff weitere, aber kleinere Angriffe auf Broome. Am 20. März 1942 griffen Mitsubishi G4M Betty den Flughafen Broome aus großer Höhe an. Ein Zivilist wurde getötet. Die Bombeneinschläge schlugen mehrere Krater in die Start- und Landebahn.
Der letzte japanische Angriff auf Broome erfolgte im August 1943.